# (2649) Oongaq
(2649) Oongaq est un astéroïde de la ceinture principale.

## Description
(2649) Oongaq est un astéroïde de la ceinture principale. Il fut découvert le 29 novembre 1980 à la station Anderson Mesa par Edward L. G. Bowell. Il présente une orbite caractérisée par un demi-grand axe de 2,63 UA, une excentricité de 0,14 et une inclinaison de 12,2° par rapport à l'écliptique.

## Compléments